# Masahiro Koishikawa
| Odkryte planetoidy: 19 | Odkryte planetoidy: 19 |
| ---------------------- | ---------------------- |
| (3994) Ayashi          | 2 grudnia 1988         |
| (4292) Aoba            | 4 listopada 1989       |
| (4407) Taihaku         | 13 października 1988   |
| (4539) Miyagino        | 8 listopada 1988       |
| (4871) Riverside       | 24 listopada 1989      |
| (5128) Wakabayashi     | 30 marca 1989          |
| (5751) Zao             | 5 stycznia 1992        |
| (6089) Izumi           | 5 stycznia 1989        |
| (6190) Rennes          | 8 października 1989    |
| (6349) Acapulco        | 8 lutego 1995          |
| (6859) Datemasamune    | 13 lutego 1991         |
| (7485) Changchun       | 4 grudnia 1994         |
| (7816) Hanoi           | 18 grudnia 1987        |
| (8084) Dallas          | 6 lutego 1989          |
| (10500) Nishi-koen     | 3 kwietnia 1987        |
| (11514) Tsunenaga      | 13 lutego 1991         |
| (12252) Gwangju        | 8 listopada 1988       |
| (14032) Mego           | 4 grudnia 1994         |
| (30963) Mount Banzan   | 29 listopada 1994      |

Masahiro Koishikawa (jap. 小石川正弘 Koishikawa Masahiro) (ur. 1952 w Sendai, zm. 26 sierpnia 2020 tamże) – japoński astronom. Od 1972 roku pracował w obserwatorium astronomicznym w Sendai. W latach 1987–1995 odkrył 19 planetoid.
W uznaniu jego pracy jedną z planetoid nazwano (6097) Koishikawa.